# Liga Comunista de Chile
La Liga Comunista de Chile fue una organización política revolucionaria, de tendencia trotskista, que actuó en Chile entre los años 1973 y 1993. Fue constituida a fines de julio de 1973, en el apogeo de la crisis política que sacudía entonces al país, por un grupo de jóvenes militantes que en su mayoría habían desarrollado una experiencia política previa principalmente en las filas del Movimiento de Izquierda Revolucionaria. 
A consecuencia del terrorismo de Estado desatado a partir del golpe militar que derribó al gobierno del presidente Salvador Allende, la Liga debió desarrollar su labor, durante casi toda su existencia, bajo severas condiciones de estricta clandestinidad. Posteriormente, al igual que el resto de las corrientes revolucionarias existentes en Chile, se vio marginada del escenario de la "transición pactada" que la dictadura, en conjunto con los líderes de las corrientes políticas tradicionales de oposición agrupados en la llamada "Concertación de Partidos por la Democracia", logró instalar para asegurar la estabilidad política del sistema. 
Buscando en esas condiciones impulsar la convergencia de las corrientes clasistas, la Liga se integra en 1993 al esfuerzo por dar vida a un "Partido de los Trabajadores", proyecto que finalmente fracasa cuando la mayoría de los militantes que habían concurrido a él decide apoyar la candidatura presidencial de Manfred Max Neef, lo que en los hechos supone un abandono de la línea de independencia de clase levantada originalmente.

## Antecedentes
Quienes constituyen la Liga son un grupo de jóvenes que en sus años previos habían sido fuertemente influidos por el ejemplo de la revolución cubana y las iniciativas revolucionarias de los años sesenta en América Latina pero que van asumiendo una mirada crítica respecto de la fisonomía que ofrece entonces la izquierda revolucionaria chilena a partir de tres referentes fundamentales: a) los problemas estratégicos que, desde una perspectiva revolucionaria, plantea la agudización de la lucha de clases en Chile durante el periodo de gobierno de la Unidad Popular; b) el progresivo conocimiento que adquieren de los análisis de León Trotski sobre las análogas coyunturas de crisis que enfrentó el movimiento obrero y popular en China, Alemania y España durante el periodo de entreguerras así como con sus análisis de la degeneración burocrática de la URSS; c) las definiciones teóricas y actuación práctica de la principal organización revolucionaria de entonces, el MIR, de la que en su mayor parte proceden, así como el precario estado en que se halla entonces el trotskismo chileno.

## Filiación política y programática
Al tomar conocimiento de la situación y posicionamientos que caracterizan la realidad del movimiento trotskista internacional, quienes concurren a la formación de la Liga proclaman su identificación con las posiciones de la tendencia del Secretariado Unificado de la IV Internacional liderada por Ernest Mandel, que había resultado mayoritaria en su IX Congreso Mundial realizado en 1969, duramente enfrentada entonces en el seno de la Internacional con la tendencia de minoría liderada por Joseph Hansen del Socialist Workers Party de Estados Unidos y Nahuel Moreno del Partido Socialista de los Trabajadores de Argentina. 
No obstante, la Liga no se alinea de manera acrítica con ninguna de las tendencias en pugna, buscando ponderar en su mérito los argumentos que se esgrimen en el debate. Es así que va a ir reconociendo como justas y haciendo progresivamente suyas muchas de las críticas levantadas por la tendencia de minoría contra las posiciones y orientaciones prácticas de la mayoría. Sin embargo, en medio del fragor de la lucha fraccional, esa actitud de independencia no va a ser valorada por ninguna de las tendencias en pugna al interior del movimiento trotskista internacional las cuales aspiran a lograr apoyos incondicionales. 

## La lucha bajo la dictadura

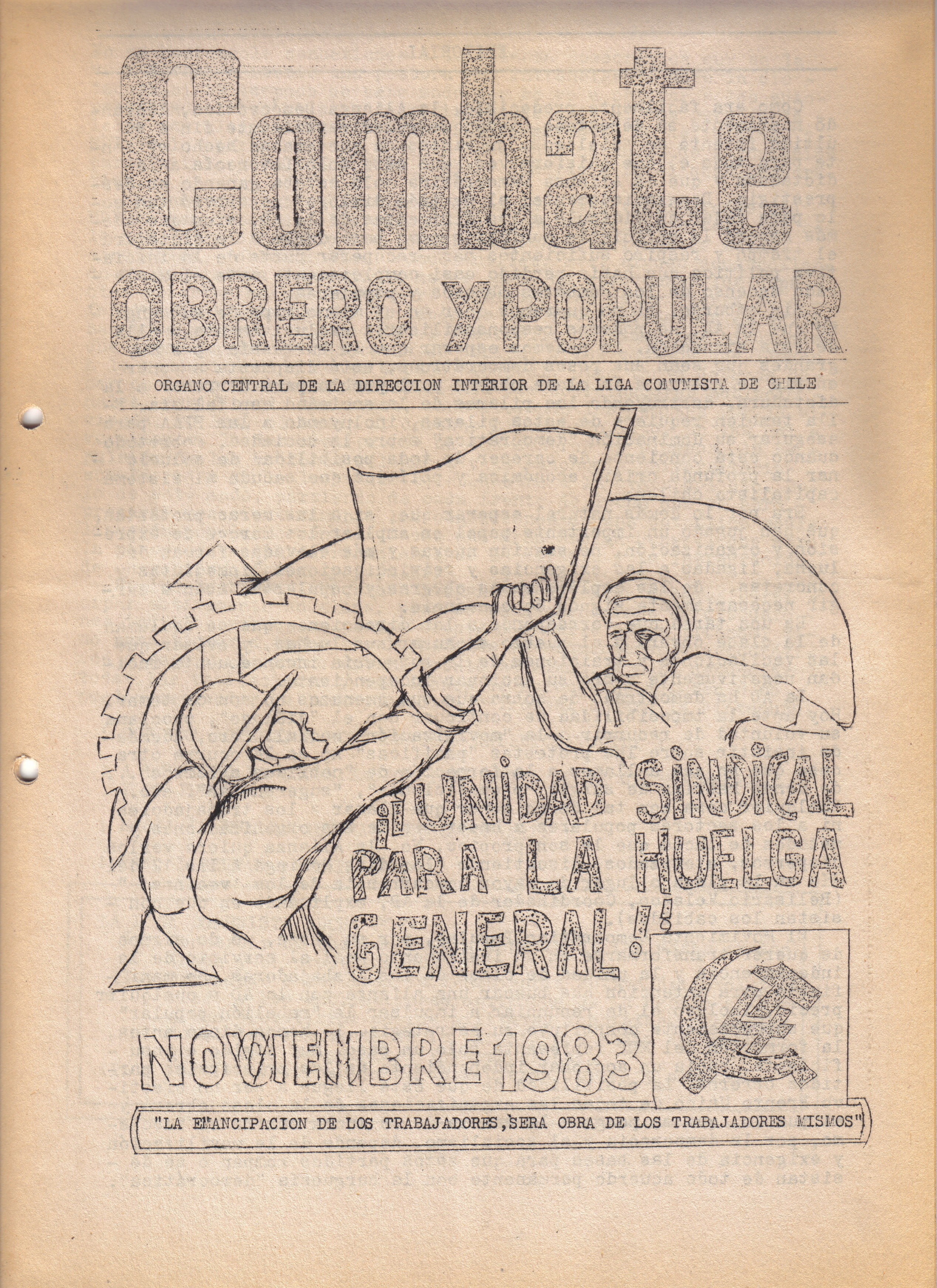
Combate Obrero y Popular, órgano central de la LCCH

Desde el momento mismo del golpe de Estado, la Liga desarrolló una intensa actividad de propaganda dirigida a organizar y potenciar la resistencia obrera y popular contra la dictadura militar-fascista cuyas políticas ponían claramente en evidencia su subordinación a los dictados del gran capital imperialista. Sus periódicos de aparición regular, documentos de análisis y formación política, declaraciones, manifiestos y volantes mimeografiados circularon ampliamente en el seno de las fuerzas que mantenían una lucha activa contra la dictadura. En los más diversos escenarios, sus militantes desplegaron, en conjunto con miembros de otras organizaciones revolucionarias y de la izquierda, una lucha sin cuartel por superar el miedo a la represión y dar organicidad y conducción al descontento reinante. 
Puesto que al momento del golpe la Liga no contaba aun dos meses de existencia y prácticamente la totalidad de su militancia permanecía en Chile, su núcleo dirigente tomó la decisión de llevar a cabo, aun en las difíciles condiciones de clandestinidad forzadas por la encarnizada persecución a la izquierda desatada por los organismos represivos del nuevo régimen, el Primer Congreso de la organización, el cual tuvo lugar en el año 1974 con la participación de una treintena de delegados. Junto con la resolución que traza la línea política de la Liga, el Congreso aprobó un primer documento de balance del periodo de la Unidad Popular y de las causas que finalmente condujeron a la trágica y desastrosa derrota del movimiento obrero y popular chileno.
Un año después, al objeto de realizar un balance de la labor desplegada durante este primer periodo crítico y consolidar su desarrollo como organización revolucionaria, la Liga llevó a cabo, nuevamente en Chile, su Segundo Congreso. En él se examinan nuevamente las características de la situación política creada en el país con la derrota del movimiento obrero y popular, la naturaleza del régimen político y los objetivos y tareas que es necesario impulsar desde una perspectiva revolucionaria. Se aprueba, además, una nueva versión, más desarrollada y comprensiva, del documento "El Fracaso Histórico del Reformismo: elementos para el balance de la experiencia del gobierno de la Unidad Popular".
Posteriormente, como consecuencia de un golpe represivo sufre la Liga en noviembre de 1977, que logra desarticular parte importante de su trabajo en Santiago y Valparaíso y que forzará luego la salida al exilio de un grupo de sus militantes, a partir de 1978 se constituye y comienza a operar el Secretariado Exterior de la Liga, articulando en varios países, principalmente de Europa, una red de apoyo político y material a la labor que desarrollan sus militantes dentro de Chile.

## Mártires de la Liga
Como resultaba inevitable en las extremas condiciones en que tenía lugar esa lucha, la Liga sufrió también los duros golpes de la represión. Los nombres de varios de sus dirigentes y militantes integran las listas conocidas de detenidos-desaparecidos y de ejecutados políticos. Sin embargo, lo más frecuente es que en los registros oficiales no aparezcan como militantes de la Liga sino que se les identifique por su anterior militancia política, en la mayoría de los casos mirista. 
Entre los detenidos-desaparecidos de la Liga se cuentan, entre otros, los nombres de Sergio Flores Ponce, de 23 años, miembro de su Comité Central, detenido por efectivos de la DINA encabezados por Osvaldo Romo el 24 de julio de 1974, Jaime Buzio Lorca, de 21 años, detenido el 13 de julio de 1974 por agentes de la DINA, Miguel Rodríguez Vergara, 42 años, detenido el 17 de noviembre de 1975 por agentes de la DINA.
Entre los ejecutados políticos de la Liga se cuentan los nombres de Arturo Núñez Muñoz, detenido el 17 de mayo de 1979 y cuyo cuerpo apareció el día siguiente en un sitio de Quilicura con dos impactos de bala en la cabeza, y de Óscar Salazar Jahnsen, miembro del Comité Central de la Liga, asesinado en plena vía pública en el sector de Vivaceta por un grupo de efectivos de la CNI encabezado por Carlos Herrera Jiménez el 28 de abril de 1980.

## Desafiliación del Movimiento Trotskista Internacional
Hasta 1980, la Liga fue la única organización trotskista que, bajo las duras condiciones impuestas a la actividad política de izquierda por el terrorismo de Estado, combatía dentro de Chile a la tiranía encabezada por Pinochet. A fines del año anterior, en el que tendría lugar el XI Congreso Mundial de la IV Internacional, se había consumado, como resultado de una prolongada lucha fraccional, fuertemente exacerbada por los posicionamientos disímiles adoptados por las distintas corrientes frente al triunfo de la revolución sandinista, el quiebre del Secretariado Unificado de la IV Internacional, la principal corriente entonces del movimiento trotskista internacional (MTI). 
En ese contexto, la Liga sufrió también el impacto de una maniobra fraccional llevada a cabo en Chile por un enviado de la llamada "Fracción Bolchevique", liderada por el dirigente argentino Nahuel Moreno, que había contactado a la Dirección Interior de la Liga y le había ofrecido un apoyo que ésta entendió y aceptó como dado en el marco de la solidaridad que es propia entre revolucionarios. Como resultado de dicha maniobra, la FB logra reclutar y llevarse de la Liga a un grupo de dirigentes y militantes quienes darán pie al surgimiento de una organización morenista en Chile.
La frustrante experiencia de la prolongada y profunda crisis que sacude al MTI, malogrando sus posibilidades de convertirse en un actor político protagónico de los acontecimientos en curso, así como la constatación de la manera en que sus diversas corrientes encaraban sus responsabilidades políticas, fueron haciendo madurar en la Liga una comprensión de la naturaleza de esa crisis que la llevó finalmente a romper sus vínculos con todas las corrientes del MTI y a plantearse la necesidad de luchar por un reagrupamiento más amplio de las corrientes que, desde una perspectiva marxista revolucionaria, se identifican con y orientan su acción por un proyecto histórico de emancipación de los trabajadores. Los fundamentos de esta decisión serán explicitados en uno de los documentos y resoluciones de su Tercer Congreso Nacional realizado clandestinamente en Chile en el año 1989.

## La lucha por la unidad de los revolucionarios
Luego de su Tercer Congreso Nacional y en el contexto de la "transición pactada a la democracia" que bajo la conducción de los partidos de la Concertación se inicia en Chile en 1990, la Liga continuará centrando sus esfuerzos en la convergencia y unificación de una izquierda revolucionaria ganada crecientemente por una dispersión teórica, política y organizativa cada vez mayor. En esta perspectiva participa de diversas iniciativas, todas ellas articuladas y orientadas en función de ese objetivo.
La mayor de estas iniciativas, que por la amplitud de su convocatoria es la que ofrecía también mayores posibilidades, fue la constitución del Partido de los Trabajadores en 1993. A esta iniciativa concurrieron dirigentes sindicales de grandes centros productivos como Chuquicamata, El Teniente, CAP, etc., dirigentes y activistas poblacionales, estudiantiles, feministas, de agrupaciones de derechos humanos, así como un variado y numeroso contingente de profesionales y cuadros políticos procedentes de un variado espectro de organizaciones de izquierda. 
La Liga colocó todo su empeño en el éxito de esta iniciativa, participando activamente en la elaboración de su manifiesto programático “Un Chile para todos” así como en el impulso unitario de múltiples iniciativas políticas y organizativas. Sin embargo, enfrentado a la coyuntura de las elecciones presidenciales de fines de 1993, el PT, bajo la conducción de los dirigentes sindicales más prominentes que habían concurrido a su formación, se mostró incapaz de cumplir su compromiso de levantar una candidatura obrera a la Presidencia de la República y optó mayoritariamente por apoyar la candidatura “alternativa” del economista verde Manfred Max Neef, basada en un programa orientado a paliar la marginalidad y la pobreza generada por el capitalismo salvaje imperante en el país y no a terminar con éste.
El fracaso del proyecto PT marcó también así el fin de la Liga como experiencia política revolucionaria.